# Burkina Faso en los Juegos Olímpicos de Atlanta 1996
Burkina Faso estuvo representada en los Juegos Olímpicos de Atlanta 1996 por cinco deportistas, tres hombres y dos mujeres, que compitieron en dos deportes.
El portador de la bandera en la ceremonia de apertura fue el atleta Franck Zio. El equipo olímpico burkinés no obtuvo ninguna medalla en estos Juegos.